# 香港回歸條例
《香港回歸條例》（英語：Hong Kong Reunification Ordinance；簡稱《回歸條例》、《回歸法》）是香港的一條法例，由香港臨時立法會在1997年7月1日通過，讓香港法律制度順利過渡，司法和公務人員體系得以延續。

## 內容
本條例分為9個部分共32條，以及2個附表。各部分如下：
1. 第1部分是「一般條文」
2. 第2部分是「確認臨時立法會所通過的條例草案」
3. 第3部分是「終審法院法官及高等法院首席法官」
4. 第4部分是「原有法律的詮釋」
5. 第5部分是「法院等的設立」
6. 第6部分是「法律程序、刑事司法體系及司法」
7. 第7部分是「公務人員體系的延續」
8. 第8部分是「文件」
9. 第9部分是「政府財產」

## 背景
隨著北京政府在1992年放棄「直通車」計劃，英屬香港的立法局末任議員未能過渡成為香港特區的立法會新任議員。1996年3月24日，中方決定成立臨時立法會，並於1997年1月25日在深圳召開首次會議，通過特區成立時「必不可少」之法律；以及在香港特區成立後，確認已通過的法案，並把有關法案呈交行政長官簽署，以便公布實施。
1997年7月1日凌晨零時，香港主權移交至中華人民共和國。

## 時序
1997年7月1日凌晨2點45分，臨時立法會議員進入香港會議展覽中心201號展覽廳，召開在香港的首場會議。當臨立會主席范徐麗泰致辭後，就開始《香港回歸條例草案》的首讀，並由律政司司長梁愛詩動議二讀。會上的建制派議員均對法案表示支持，而泛民的馮檢基代表民協發言時，則反對草案附表一中的2、3、4、8、9項，即《1997年公安（修訂）條例草案》、《1997年社團（修訂）條例草案》、《1997年市政局（修訂）條例草案》、《1997年區域市政局（修訂）條例草案》及《1997年區議會（修訂）條例草案》，但對其他草案則表示支持。
當議員發言完畢後，回歸條例在無反對下獲二讀。及後進入全體委員會程序，除了上述五項草案外有人反對，其餘均無人反對，所有條文皆獲通過納入法案。最終法案三讀，亦是沒有任何議員反對，繼而獲得通過，成為特區首項獲通過的法案。臨立會會議在凌晨3點55分休會。
時任行政長官董建華在同日簽署法案，刊憲生效，也是他就職后簽署的第一份文件。

## 迴響

### 支持
《回歸條例》被視為香港特區最重要的一條法例，確立了香港主權移交，而2017年的立法會展覽就展出了本草案等的文件。2018年，時任中聯辦主任王志民提到《回歸條例》就是回歸後第一時間派發的「大福袋」和「定心丸」。
主權移交後的同月，有市民挑戰《回歸條例》和臨立會的法律地位。挑戰者認為主權移交後以女皇之名的起訴已經失效，而且認為臨立會不是按《基本法》產生的，因此是非法組織，它通過的《回歸條例》也因而無效。最終高等法院裁定臨立會合法，而它通過的法例是有效的，澄清了臨立會的法律地位。

### 反對
《回歸條例》的第二部分被視為最具爭議之一，因為該部分確認主權移交前臨立會通過的法案，以及如獲行政長官簽署和公布則具有十足的法律效力。但當時臨立會通過的多項法案都被指抵觸人權，包括修訂《公安條例》等的法例令其回復至港英未通過《公民權利和政治權利國際公約》之時，被斥為「還原惡法」，收窄了香港人的結社自由和集會自由。
為了在行政、立法、司法機關進行憲制權力交移，《回歸條例》將英皇、英國政府、駐港英軍的法定權力各自轉移到中央政府及駐港解放軍身上，條文提到「任何保留女皇陛下，其世襲繼承人及繼位人的權利的條文，須解釋為保留中華人民共和國中央人民政府及香港特別行政區政府的根據《基本法》和其他法律的規定所享有的權利。」但就被指是將英國皇室的特權，直接轉移到中央政府手上。